# Mifepristona
La mifepristona (o RU-486) es un compuesto sintético esteroideo usado como medicamento con propiedades antiprogestágenas y antiglucocorticoides. Es un antagonista del receptor de progesterona usado como abortifaciente en los primeros meses de embarazo, y a dosis menores como un anticonceptivo de emergencia en los días posteriores al coito. Durante los primeros ensayos, se conocía como RU-38486 o simplemente RU-486, su designación en la compañía Roussel-Uclaf, quien diseñó el fármaco.
La mifepristona se utiliza como medicamento abortivo en la interrupción voluntaria del embarazo junto con un análogo de prostaglandina (usualmente el misoprostol), entre las primeras 7 a 9 semanas de embarazo (49 a 63 días). La mifepristona también es utilizada para tratar tumores cerebrales, endometriosis, fibroides y para inducir el parto en mujeres embarazadas. El fármaco fue inicialmente disponible en Francia, y posteriormente otros países le siguieron, a menudo en medio de controversia. Se comercializa bajo los nombres comerciales Mefaprix, Zacafemyl, Mifeprex y Mifegyne. Se encuentra en la Lista de Medicamentos Esenciales de la Organización Mundial de la Salud.

## Farmacología
En la presencia de progesterona, la mifepristona actúa como un antagonista del receptor de progesterona competitivo (en la ausencia de progesterona, la mifepristona actúa como un antagonista parcial). La mifepristona es un esteroide 10-nor con un sustituyente p-(dimetilamino)fenilo voluminoso arriba del plano de la molécula en la posición 11β responsable de inducir o estabilizar una conformación de receptor inactiva, y un sustituyente propinil hidrofóbico debajo del plano de la molécula en la posición 17α que incrementa su affinidad con el receptor de progesterona.
Además de ser un antiprogestágeno, la mifepristona también es un antiglucocorticoide y un antiandrógeno débil. La afinidad relativa de la mifepristona en el receptor de progesterona es más del doble que el de la progesterona, su afinidad relativa de la mifepristona en el receptor de glucocorticoides es más de tres veces que el de la dexametasona y más de diez veces que el del cortisol; su afinidad relativa en el receptor androgénico es menos de un tercio que el de la testosterona. No se une con el receptor de estrógeno ni con el receptor de mineralcorticoides.
La mifepristona como un anticonceptivo regular a 2 mg (miligramos) al día previene la ovulación (1 mg al día no lo hace). Una única dosis de 10 mg preovulatoria de mifepristona retarda la ovulación por 3 a 4 días y es tan efectiva como un anticonceptivo de emergencia como una única dosis de 1,5 mg del progestágeno levonorgestrel
En mujeres, la mifepristona a dosis mayores o iguales a 1 mg/kg (miligramo por kilogramo) antagoniza los efectos endometriales y miometriales de la progesterona. En humanos, un efecto antiglucocorticoide se manifiesta a dosis mayores o iguales a 4,5 mg/kg por un aumento compensatorio en ACTH y cortisol. En animales, un efecto antiandrogénico débil es visto con una administración prolongada de dosis muy altas de 10 a 100 mg/kg.
En regímenes abortivos, el bloqueo de la mifepristona en los receptores de progesterona causa directamente una degeneración en el decidua, un ablandamiento y dilatación cervical, la liberación de prostaglandinas endógenas, y un incremento en la sensibilidad del miometrio a los efectos contráctiles de las prostaglandinas. La descomposición decidual inducida por la mifepristona conduce indirectamente a un desprendimiento del trofoblasto, resultando en una producción reducida de hCG por el sincitiotrofoblasto, que a su vez causa una disminución en la producción de progesterona por el cuerpo lúteo (el embarazo es dependiente de la producción de progesterona por el cuerpo lúteo durante las primeras 9 semanas de gestación —hasta que la producción placental haya incrementado lo suficiente para ocupar el lugar de la producción de progesterona del cuerpo lúteo—). Cuando la mifepristona es seguida secuencialmente por una prostaglandina, 200 mg de mifepristona (100 mg podría ser, pero 50 mg no lo es) son tan efectivos como 600 mg en la producción de un aborto médico.

## Historia
En abril de 1980, como parte de un proyecto formal de investigación en Roussel-Uclaf para el desarrollo de un antagonista del receptor de glucocorticoides, el químico Georges Teutsch sintetizó la mifepristona (RU-38486, el compuesto número 38.486 por Roussel-Uclaf desde 1949 a 1980; acortado a RU-486); que también fue descubierto de ser un antagonista del receptor de progesterona. En octubre de 1981, el endocrinólogo Étienne-Émile Baulieu, un consultor para Roussel-Uclaf, organizó pruebas para su uso en abortos médicos en once mujeres en Suiza por el ginecólogo Walter Herrmann en el Hospital Cantonal de la Universidad de Ginebra, con exitosos resultados anunciados el 19 de abril de 1982. El 9 de octubre de 1987, siguiendo un ensayo clínico mundial de 20 000 mujeres usando la mifepristona con un análogo de prostaglandina (inicialmente sulprostona o gemeprost, posteriormente misoprostol) para el aborto médico, Roussel-Uclaf buscó la aprobación en Francia para su uso en abortos médicos, con la aprobación anunciada el 23 de septiembre de 1988.
El 21 de octubre de 1988, en respuesta a protestas antiabortistas y las preocupaciones del dueño mayoritario (54,5 %) Hoechst AG de Alemania, los ejecutivos de Roussel-Uclaf y junta directiva votaron 16 a 4 para detener la distribución de mifepristona, que anunciaron el 26 de octubre de 1988. Dos días después, el gobierno francés ordenó a Roussel-Uclaf distribuir la mifepristona en interés de la salud pública. El ministro de Salud francés Claude Évin explicó que: «No podía permitir que el debate sobre el aborto privara a las mujeres de un producto que representa un avance médico. Desde el momento que el Gobierno aprobó el medicamento, el RU-486 se convirtió en la propiedad moral de las mujeres, no solamente la propiedad de una compañía farmacéutica». Seguido por el uso de 34 000 mujeres en Francia desde abril de 1988 a febrero de 1990 de mifepristona distribuida de forma gratuita, Roussel-Uclaf comenzó a vender Mifegyne (mifepristona) a hospitales en Francia en febrero de 1990 a un precio (negociado con el gobierno de Francia) de $48 USD la dosis de 600 mg.
El mifegyne fue posteriormente aprobado en Gran Bretaña el 1 de julio de 1991, y en Suecia en septiembre de 1992, pero hasta su retiro a fines de abril de 1994, el presidente de Hoechst AG, Wolfgang Hilger, un devoto católico, bloqueó toda nueva expansión en la disponibilidad de mifepristona.
El 16 de mayo de 1994, Roussel-Uclaf anunció que iba a donar sin remuneración todos los derechos para uso médico de la mifepristona en EE. UU. al Consejo de Población (Population Council), que posteriormente licenció la mifepristona a Danco Laboratories, una nueva compañía de un solo producto inmune a boicoteos antiabortistas, quien ganó la aprobación de la FDA como Mifeprex el 28 de septiembre del 2000.
El 8 de abril de 1997, después de comprar el 43,5 % restante de las acciones de Roussel-Uclaf a principios de 1997, Hoechst AG (treinta mil millones de dólares de ingresos anuales) anunció el final de su manufactura y venta de Mifegyne (tres mil cuatrocientos cuarenta millones de dólares de ingresos anuales) y la transferencia de todos los derechos para el uso médico fuera de los Estados Unidos a Exelgyn S.A., una nueva compañía de un solo producto inmune a boicoteos antiabortistas, cuyo CEO era el ex CEO de Roussel-Uclaf, Édouard Sakiz. En 1999, Exelgyn ganó la aprobación de Mifegyne en 11 países adicionales, y en 28 países más durante la siguiente década.
En México desde 2011 está disponible con el nombre de Zacafemyl,.

### Patente
La molécula fue protegida en la patente francesa 2,497,807 (9 de enero de 1981) y se obtuvo la patente europea 0057,115 B1 el 20 de marzo de 1985. En Estados Unidos se obtuvo la patente 4,386,085 el 31 de mayo de 1983.

## Indicaciones
La mifepristona es vendida fuera de los Estados Unidos por Exelgyn Laboratories como Mifegyne, hecho en Francia, y está aprobada para:
1. Terminación médica de embarazos intrauterinos de hasta 49 días de gestación (hasta 63 días de gestación en Gran Bretaña y Suecia)
2. Ablandamiento y dilatación del cuello uterino antes de la dilatación cervical mecánica para la terminación del embarazo
3. Usada en combinación con gemeprost para la terminación de embarazos de entre 13 a 24 semanas de gestación
4. Inducción del parto en la muerte fetal en útero.[14]

La mifepristona es vendida dentro de los Estados Unidos por Danco Laboratories como Mifeprex, hecho en China, y está aprobado por la FDA para la terminación de embarazos intrauterinos de hasta 49 días de gestación. Bajo el régimen aprobado por la FDA, una dosis de 600 mg (miligramos) es administrada por un médico seguido de una sesión de consejería. Dos días después, un médico administra 400 µg (microgramos) de otra medicina, misoprostol, para inducir contracciones. En estudios europeos, este método terminó el 96 a 99 % de los embarazos de hasta 49 días de gestación, pero en un gran ensayo multicéntrico en los Estados Unidos llevado a cabo desde septiembre de 1994 a septiembre de 1995, la eficacia fue menor (92 %), que los autores del estudio sugirieron que pudo haber sido debido a la falta de experiencia con este método en los Estados Unidos y/o el diseño del estudio. En Europa y China, un periodo de observación de varias horas es requerida después de la administración de misoprostol. Si la expulsión del tejido fetal no ocurre durante el periodo de observación, se ofrece un aborto quirúrgico. El periodo de observación no es requerido en los Estados Unidos, pero es altamente recomendable.
De acuerdo con la guía médica basado en evidencia actual del Colegio Real de Obstetras y Ginecólogos del Reino Unido:
- Todos los métodos abortivos de primer trimestre conllevan un pequeño riesgo de fracaso en la terminación del embarazo, lo que exige un procedimiento adicional. El riesgo de un aborto quirúrgico es de alrededor de 0,23 % y el de un aborto médico entre 0,1 % y 1,4 % (dependiendo del régimen usado y la experiencia del centro médico).
- El aborto médico usando mifepristona más prostaglandina es el método abortivo más efectivo en gestaciones menores a 7 semanas.
- La vacuoextracción convencional debería ser evitada en gestaciones menores a 7 semanas.
- La vacuoextracción temprana ocupando un protocolo riguroso (que incluye la magnificación del materia extraído e indicaciones para un seguimiento de βhCG) podría ser usada en gestaciones menores a 7 semanas, aunque los datos sugieren que la tasa de fracaso es más alta que el de un aborto médico.
- El aborto médico usando mifepristona más prostaglandina continúa siendo un método apropiado para las mujeres en el bando de 7-9 semanas de gestación.

### Anticonceptivo de emergencia
La mifepristona también puede ser usada a menores dosis como un anticonceptivo de emergencia; si es que es tomada después del coito pero antes de la ovulación, la mifepristona puede prevenir la ovulación y por ende el embarazo. En este rol, una dosis de 10 mg (miligramos) no es tan efectiva como una de 600 mg, pero tiene menos efectos secundarios. El uso de mifepristona en una dosis de 25 mg a 50 mg (considerada una dosis media) como anticonceptivo de emergencia viene avalado por estudios clínicos del año 2008 que consideran a la mifepristona junto con el levonorgestrel y el DIU, pero por delante de éstos, como métodos anticonceptivos de emergencia más efectivos que el método de Yuzpe, el danazol y anordrin, estando asociados a menos efectos secundarios. El Mifeprex y Mifegyne están disponibles sólo en tabletas de 200 mg
El acetato de ulipristal y el levonorgestrel son los anticonceptivos hormonales postcoitales de referencia en América y Europa occidental. En China y Rusia el anticonceptivo de urgencia más utilizado es la mifepristona.
Una revisión de estudios en seres humanos encontró que los efectos anticonceptivos de una dosis de 10 mg eran probablemente debido principalmente a sus efectos en la ovulación, y no en la inhibición de la implantación, pero "el conocimiento del mecanismo de acción sigue siendo incompleto." Tratamientos con 200 mg de mifepristona cambia la expresión de receptores esteroideos en las trompas de Falopio, inhibiendo el desarrollo endometrial, y efectivamente previniendo la implantación.

### Otros usos
Otras aplicaciones médicas de la mifepristona que han sido estudiadas en la Fase II de ensayos clínicos incluye el uso regular y a largo plazo como un anticonceptivo oral, y el tratamiento de: miomas, endometriosis, depresión con rasgos psicóticos, glaucoma, meningiomas, cáncer de mama, cáncer de ovario, y cáncer de próstata. La mifepristona ha sido usada para tratar el síndrome de Cushing con tratamientos durando hasta 10 años sin efectos adversos notables.
La mifepristona ha sido estudiada como un antirretroviral por su interferencia in vivo con la proteína reguladora vpr del VIH. No mostró actividad anti-VIH detectable en ensayos clínicos.
 Actualmente está siendo estudiada como un tratamiento para el síndrome del Golfo. La mifepristona no ha sido aprobada por la FDA para ninguno de estos usos.
La mifepristona ha mostrado una eficacia significativa en la depresión psicótica mayor, una forma de depresión resistente al tratamiento normal. El efecto fue rápido y el estudio fue doble ciego, pero era limitado por un pequeño grupo de estudio y de un tiempo de tratamiento limitado.
También se ha descrito como un agente de maduración cervical.

## Contraindicaciones
En ensayos clínicos, casi todas las mujeres que usando mifepristona experimentaron dolor abdominal, calambres uterinos, y sangrado o manchado vaginal por un promedio de 9-16 días. Hasta un 8 % de las mujeres experimentaron algún tipo de sangrado por 30 días o más. Otros efectos secundarios menos comunes incluyeron náusea, vómito, diarrea, mareos, fatiga, y fiebre. La enfermedad pélvica inflamatoria (EPI) es una rara pero seria complicación. El sangrado excesivo y la terminación incompleta del embarazo requiere de una intervención adicional por un doctor (tal como una vacuoextracción). Entre 4,5 y 7,9 % de las mujeres requirieron una intervención quirúrgica en los ensayos clínicos.
La mifepristona está contraindicada en la presencia de un dispositivo intrauterino (DIU), como también en embarazos ectópicos, falla suprarrenal, trastornos hemorrágicos, porfiria heredada, y terapias de anticoagulantes o de corticosteroides de largo plazo.
La información prescrita por la FDA indica que no existen datos sobre la seguridad y eficacia de la mifepristona en mujeres con condiciones médicas crónicas, y que "las mujeres que tienen más de 35 años de edad y que también fumen más de 10 cigarrillos al día deberían tratarse con cuidado debido que dichos pacientes fueron generalmente excluidos de los ensayos clínicos de la mifepristona."

## Efectos adversos
No se han hecho estudios de largo plazo para evaluar el potencial carcinogénico de la mifepristona. Los resultados de estudios hechos in vitro y en animales revelaron ningún potencial genotóxico de la mifepristona.
La expuesta neonatal a una sola dosis alta de mifepristona en ratas no fue asociada con ningún problema reproducitvo, aunque la exposición crónica a bajas dosis de mifepristona en ratas recién nacidas fue asociada con anormalidades reproductivas estructurales y funcionales.
Estudios teratológicos en ratones, ratas y conejos mostraron teratogenicidad para los conejos, pero no en ratas ni ratones. La tasa de defectos de nacimiento en infantes humanos expuestos in utero a la mifepristona y misoprostol es muy baja, y podría ser debido únicamente al misoprostol.
Un sumario de postcomercialización encontró que, de los alrededor de 1,52 millones de mujeres que han recibido mifepristona hasta abril de 2011 en los Estados Unidos, catorce habrían fallecido después de la aplicación. Ocho de estos casos fueron asociados con sepsis; los otros seis tuvieron varios casos como abuso de drogas y sospecha de asesinato. Otros incidentes divulgados a la FDA incluyeron 612 hospitalizaciones no letales, 339 transfusiones de sangre, 48 infecciones graves, y en conjunto 2.207 (0,15 %) eventos adversos.